# Antal Melis
Antal Melis, född 12 maj 1946 i Budapest, är en ungersk före detta roddare.
Melis blev olympisk silvermedaljör i fyra utan styrman vid sommarspelen 1968 i Mexico City.